# Niall McGinn
Niall McGinn (Dungannon, 20 juli 1987) is een Noord-Iers voetballer die bij voorkeur als vleugelspeler speelt. Hij tekende in juli 2017 bij Gwangju, waar hij in november van datzelfde jaar vertrok.
In 2008 debuteerde hij voor Noord-Ierland.

## Clubcarrière
McGinn begon zijn carrière bij Dungannon Swifts in Noord-Ierland. In januari 2008 verhuisde hij naar het Ierse Derry City. Eén jaar later werd hij verkocht aan Celtic. Tijdens het seizoen 2011/12 werd de Noord-Iers international verhuurd aan Brentford. In 2012 ging hij transfervrij naar Aberdeen. Op 4 augustus 2012 debuteerde hij voor zijn nieuwe club tegen Celtic. In zijn eerste seizoen maakte McGinn twintig competitietreffers voor Aberdeen. In vier seizoenen maakte hij 58 doelpunten in 179 competitieduels. In de zomer van 2017 tekende hij bij het Zuid-Koreaanse Gwangju, waar hij na een half jaar al vertrok.

## Interlandcarrière
Op 19 november 2008 debuteerde McGinn voor Noord-Ierland in de vriendschappelijke interland tegen Hongarije. Op 16 september 2012 maakte hij zijn eerste interlanddoelpunt in de WK-kwalificatiewedstrijd
tegen Portugal. Op 7 september 2014 was hij opnieuw trefzeker in de EK-kwalificatiewedstrijd tegen Hongarije. Op 16 juni 2016 maakte de vleugelspeler op het EK 2016 het tweede doelpunt in de tweede groepswedstrijd tegen Oekraïne. Noord-Ierland werd in de achtste finale uitgeschakeld door Wales (0–1), dat won door een eigen doelpunt van de Noord-Ierse verdediger Gareth McAuley.